# 田渕伸一
田渕 伸一（たぶち しんいち、1968年3月 - ）は毎日放送総合編成局長。以前は制作部副部長兼チーフプロデューサーから編成部、2013年6月からは編成局マネージャー、2014年6月からは制作局マネージャー、2015年6月から制作1部長兼CP、2017年6月から制作局制作センター長。 同年12月、不貞関係にあった出演者へのセクシャルハラスメント行為で懲戒処分。 翌年6月、事業局へ異動。2019年6月から事業局次長、2022年7月から現職。

## 来歴・人物
大阪府立千里高等学校、大阪大学経済学部を卒業し、1991年に毎日放送へ入社。同期には制作局制作センタープロデューサー兼経営戦略室副部長を務めるテレビプロデューサーの渥美昌泰、アナウンサーの亀井希生、田丸一男（NHK大津より移籍）がいる。

## 現在の担当番組
- オールザッツ漫才（制作）

## 過去の担当番組
- ちちんぷいぷい（チーフプロデューサー）
- あん!（プロデューサー）
- っちゅ〜ねん!（プロデューサー）
- なまみつ（プロデューサー）
- テレビのツボ（ディレクター）
- あどりぶランド（ディレクター）
- たかじんONE MAN（ディレクター）
- バンバンバン（チーフプロデューサー）
- ロケみつ〜ザ・ワールド〜（編成）
- MBS SONG TOWN（制作）
- せやねん!（チーフプロデューサー→制作）ほか